# Tapinarof
El tapinarof, también conocido como benvitimod y comercializado bajo la marca Vtama, es un medicamento utilizado para tratar la psoriasis en placas .   Este medicamento se aplica sobre la piel . 
Los efectos secundarios de este medicamento incluyen foliculitis, picazón y dermatitis de contacto .  Es un activador del receptor de hidrocarburos arilo . 
Este medicamento fue aprobado para uso médico en los Estados Unidos en el 2022.  No está aprobado ni en Europa ni en el Reino Unido a partir del 2022.  En los Estados Unidos, 60 gramos de crema al 1% cuestan alrededor de 1400 dólares estadounidenses en el 2022. 